# Самарџић
Самарџић је презиме које је изведено од речи самарџија којом су називане занатлије које су се бавиле израдом самара. Нису све породице са презименом Самарџић у сродству нити вуку корене од истог претка.
Етнолог Обрад Мићов Самарџић, некадашњи директор Музеја Херцеговине у Мостару, објавио је 1991. књигу „Поријекло Самарџића и осталих братстава рода Орловића“.  978-86-82271-53-6. у којој је набројао више од 300 породица овог и сличних презимена широм некадашње СФРЈ.

## Познате личности
Познате личности са презименом Самарџић 
- Милосав Самарџић – српски историчар
- Љубиша Самарџић – српски глумац и режисер.
- Радован Самарџић – српски историчар и академик САНУ
- Никола Самарџић – српски историчар
- Жељко Самарџић – српски естрадни уметник
- Слободан Самарџић – српски политичар, универзитетски професор
- Снежана Самарџић-Марковић – министарка за омладину и спорт у Влади Републике Србије која је формирана 7. јула 2008.
- Спасоје Самарџић – српски фудбалер
- Влада Самарџић - српски музичар
- Лазар Самарџић – српски фудбалер

## Порекло
По породичном предању, једна од фамилија Самарџића води порекло од брата легендарног јунака Павла Орловића. Претпоставља се да корени ових Самарџића досежу до 1332. године до Вука Орла из Бањске са Косова, оца Павла и Радета Орловића. Павле и Раде су живели у Дреници, на Метохији. У Боју на Косову, Павле Орловић је погинуо. После косовског боја, Раде се са породицом повукао у Херцеговину у Чарађе крај Гацка. Први сигуран податак о презимену Самарџић је из 1570. године када се спомиње Саво Самарџић.
Потомци Радета Орловића, су била три брата: Мартин, Самуило „Само“ и Остоја. Због честих сукоба са Турцима, морали су из Гацка (Невесиња) одселити ка Ловћену. Самуило је остао у Кривошијама, у селу Драгаљ 1670. године. Мартин је остао у Бјелицама код Борисављевића и од њега су Мартиновићи. Остоја је отишао у Подгорицу и потурчио се. Од њега су Османагићи. Самуило је имао шест синова који се по Самуилу прозваше Самарџићи. Деца Самуилових синова се презивају по својим очевима и то:
- Дамљан (Дамљановићи),
- Васиљ (Васиљевићи),
- Мартин (Мартиновићи),
- Машко (Машковићи),
- Јован (Јовановићи),
- Јаков (Јокановићи).

Ова грана Самарџића слави Јовањдан, а преславља Малу Госпојину. Данас Самарџића има на свим континентима.